# Alfred de Courcy
Die Alfred de Courcy war ein bewaffneter Küstentransporter der französischen Marine, der ab 1934 als Flugboottender diente. Das Schiff hieß ursprünglich Lamotte-Picquet und war nach dem französischen Admiral Picquet de la Motte (1720–1791) benannt. Als der Bau des Leichten Kreuzers La Motte-Picquet beschlossen war, wurde der Name abgegeben und das Schiff am 26. Juni 1922 in Adour und zwei Jahre später in Alfred de Courcy umbenannt.

## Bau und Technische Daten
Das Schiff lief am 26. September 1919 bei der Werft Chantiers de la Loire vom Stapel. Es war 51,25 Meter lang und 7,90 m breit, hatte 4,25 m Tiefgang, und verdrängte 700 Tonnen. Zwei mit Kohle befeuerte Dampfkessel verliehen ihm 1200 PS und eine Höchstgeschwindigkeit von 12 Knoten. Die Bunkerkapazität betrug 112 Tonnen. Das Schiff war mit einem 90-mm-Geschütz bewaffnet. Die Besatzung zählte 2 Offiziere und 25 Mann.

## Geschichte
Das Schiff diente ab 1920, mit Heimathafen Toulon, als Transport- und Transportgeleitschiff im Mittelmeer. Ab 1934 wurde es als Versorgungstender für Flugboote und Wasserflugzeuge eingesetzt. Im Jahre 1937 wurde es ausgemustert und abgewrackt.